# Stadion Centralny w Kurgonteppie
Stadion Centralny to wielofunkcyjny stadion w Kurgonteppie w Tadżykistanie. Używany jest głównie do meczów piłki nożnej i służy jako macierzysta arena klubów Wachsz Kurgonteppa i Todżik-Telekom Kurgonteppa, obydwóch w lidze Kahramonhoi Todżikiston. Stadion ma pojemność 10 000 osób.